# スチュアート・ペイトン
スチュアート・ペイトン（Stuart Paton, 1883年7月23日 - 1944年12月16日）は、スコットランド出身のアメリカ合衆国の映画監督、脚本家、俳優、映画プロデューサーである。サイレント映画『海底六万哩』（1916年）の監督として知られる。

## 人物・来歴
1883年（明治16年）7月23日、スコットランド・グラスゴーに生まれる。
カール・レムリがニューヨークに創立し、カリフォルニア州ロサンゼルス市に移転した後に1912年（明治45年）にユニバーサル・フィルム・マニュファクチュアリング・カンパニー（現在のユニバーサル・ピクチャーズ）の傘下となったインディペンデント・ムーヴィング・ピクチャーズで、1914年（大正3年）、フランク・ホール・クレインが監督した短篇映画 Out of the Far East に脚本を提供、出演したのが記録に残る最初の映画界での仕事である。翌1915年（大正4年）には、ウィリアム・ウェルチ主演の A Gentleman of Art で監督業に進出した。同年以降は監督業に専念し、1916年（大正5年）、同社が設立した子会社・ブルーバード映画で、フローレンス・ローレンス主演の Elusive Isabel 等を計2作を監督したが、日本では2作とも公開されなかった。同年、ジュール・ヴェルヌの小説を原作とした『海底六万哩』を監督する。
ユニヴァーサルを1928年（昭和3年）の監督作 The Hound of Silver Creek を最後に退社、1931年（昭和6年）、ハリー・ウェッブ・プロダクションズを率いるハリー・S・ウェッブを共同監督として、 The Mystery Trooper を監督して、トーキーを初めて演出した。
1937年（昭和12年）、病気のため映画界を去る。1944年（昭和19年）12月16日、ロサンゼルス市ウッドランド・ヒルズで死去した。満61歳没。同市内のパインズ・クレマトリー会堂に眠る。

## おもなフィルモグラフィ
特筆以外は監督作である。

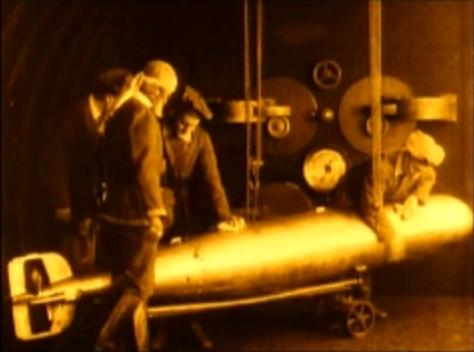
『海底六万哩』（1916年）

- Out of the Far East : 監督フランク・ホール・クレイン、1914年 - 脚本・初出演作
- A Gentleman of Art : 主演ウィリアム・ウェルチ、1915年 - 初監督作
- Elusive Isabel : 主演フローレンス・ローレンス、1916年
- 『闇黒』 The Mark of Cain : 監督ジョセフ・ド・グラス、1916年 - 脚本
- 『重なる不思議』 The Mansard Mystery : 1916年
- 『海底六万哩』 20,000 Leagues Under the Sea : 1916年
- 『水雷の秘密』 The Great Torpedo Secret : 1917年
- 『電話の声』 The Voice on the Wire : 1917年
- 『灰色の幽霊』 The Gray Ghost : 1917年
- 『湖畔の思出』 Beloved Jim : 1917年
- The Girl in the Dark : 主演カーメル・マイヤーズ、1918年
- 『偽の結婚』 The Marriage Lie : 1918年
- 『国境侵入者』 Border Raiders : 1918年
- 『大襲来』 Terror of the Range : 1919年
- 『悪魔の足跡』 The Devil's Trail : 1919年
- 『死の極印』 The Fatal Sign : 1920年
- 『美しき女賊』 Wanted at Headquarters : 1920年
- 『急潭』 The Torrent : 1921年
- 『愛慾の輝』 The Hope Diamond Mystery : 1921年
- 『名声』 Reputation : 1921年
- 『偉大なる愛』 Dr. Jim : 監督ウィリアム・ウォーシントン、1921年 - 原作
- 『争闘』 The Conflict : 1921年
- 『男対男』 Man to Man : 1922年
- 『狂乱怒涛』 The Man Who Married His Own Wife : 1922年
- 『黒い鞄』 The Black Bag : 1922年
- 『命懸けの大競争』 The Married Flapper : 1922年
- 『山の掟』 Wolf Law : 1922年
- 『素的な一夜』 One Wonderful Night : 1922年
- 『男性美』 The Scarlet Car : 1923年
- 『バヴー』 Bavu : 1923年
- 『王者の如く』 The Love Brand : 1923年
- 『夜の鷹』 The Night Hawk : 1924年
- 『猛犬ダイナマイト』 Fangs of Destiny : 1927年
- 『蛮勇ダイナマイト』 The Four-Footed Ranger : 1928年
- The Mystery Trooper : 1931年 - ペイトン初のトーキー
- The Alamo : 1936年 - 遺作

## 関連事項
- ウッドランド・ヒルズ (ロサンゼルス市) （en:Woodland Hills, Los Angeles, California）
- インディペンデント・ムーヴィング・ピクチャーズ （en:Independent Moving Pictures）
- パインズ・クレマトリー会堂 （en:Chapel of the Pines Crematory）

## 註
1. 1 2 3 4 5 6 7 8 9  Stuart Paton, Internet Movie Database （英語）, 2010年4月21日閲覧。
2. 1 2 3 4  Stuart Paton, Find A Grave （英語）, 2010年4月21日閲覧。
3. ↑  『ブルーバード映画の記録』 : 製作・著・発行山中十志雄・塚田嘉信、1984年4月、p.60-63.